# Krigsåret 1988

## Pågående krig
- Afghansk-sovjetiska kriget (1979-1989)
  - Sovjet och Afghanistan på ena sidan
  - Afghanska mujahedin (med stöd från USA, Pakistan och flera arabländer) på den andra sidan

- Inbördeskriget i El Salvador (1979-1992)[1]

- Inbördeskriget i Sri Lanka (1983- )

- Iran–Irak-kriget (1980-1988)[1]
  - Iran på ena sidan
  - Irak på andra sidan

- Andra inbördeskriget i Sudan (1983–2005)

## Händelser

### Januari
- 17 januari - President Daniel Ortega förklarar att undantagstillståndet i Nicaragua upphävs omedelbart.[2]
- 25 januari - Chefsåklagare Lars Ringborg i Stockholm förklarar att utredningen om påstådda mutor i samband med Bofors vapenorder läggs ned.[2]

### Februari
- 9 februari - En rapport om österrikiske presidenten Kurt Waldheims nazistiska förflutna under andra världskriget läggs fram. Han befinns inte skyldig för krigsförbrytelser, men anses ha en moralisk skuld.[2]
- 11 februari - Generallöjtnant Lars-Erik Englund utses till ny chef för Svenska flygvapnet.[2]
- 25 februari - Sovjetunionen börjar, i linje med INF-avtalet, ta hem sina medeldistansraketer från Östtyskland.[2]

### Mars
- 24 mars – Nicaraguas regering sluter avtal om 60 dagars vapenvila med Contrasgerillan, från 1 april 1988.[2]

### April
- 18 april – En domstol i Jerusalem förklarar John Demjanjuk skyldig för nazistiska krigsförbrytelser i Treblinka under andra världskriget. Den 25 april fastslås att det blir dödsstraff för honom.[2]
- 19 april – Irakiska styrkor återerövrar strategiskt viktiga Fao-halvön från Iran.[2]

### Maj
- 15 maj – Sovjetunionen inleder sin reträtt från Afghanistan.[2]

### Juni
- 18 juli - Rivningen av Führerbunkern påbörjas i Östberlin.[2]
- 20 juni – Den i november 1944 torpederade svenska passagerarångaren S/S Hansa uppges ha påträffats på Östersjön, där det 1988 ligger i två delar på hundra meters djup, ett tjugotal sjömil norr om Visby.[2]
- 21 juni – Åtal väcks mot fyra Boforsdirektörer, som anses vara skyldiga till grov vapensmuggling.[2]

### Augusti
- Augusti-september – Våldsamma stamkrig i Burundi rsaar, och kräver enligt uppgift minst 100 000 människoliv.[2]
- 20 augusti – Iran och Irak enas vid förhandlingar i Genève om vapenstillestånd efter åtta års krig.[2]
- 30 - Sydafrikas sista trupper lämnar Angola; slut på Sydafrikanska gränskriget.

### September
- 21 september – Undantagstillstånd och utegångsförbud nattetid införs i Nagorno-Karabach.[2]

### December
- 9 december – JAS 39 Gripen lyfter för första gången från Saab-Scanias flygfält i Linköping.[2]

## Avlidna
- 16 april - Khalil al-Wazir, PLO:s militäre chef (ihjälskjuten).[2]

### Fotnoter
1. 1 2  ”Chronological List of All Wars”. Arkiverad från originalet den 9 oktober 2014. https://web.archive.org/web/20141009082543/http://www.correlatesofwar.org/COW2%20Data/WarData_NEW/WarList_NEW.pdf. Läst 29 juni 2011.
2. 1 2 3 4 5 6 7 8 9 10 11 12 13 14 15 16 17   Horisont 1988. Bertmarks